# Trumpler 16
Trumpler 16 (Tr 16) là cụm sao mở khổng lồ, là ngôi nhà của một số ngôi sao sáng nhất trong thiên hà Milky Way. Nó nằm trong khu phức hợp Tinh vân Carina trong Cánh tay Nhân Mã-Carina, nằm ở khoảng 2.842 pc (9.270 ly)       từ Trái đất.  Cụm sao có một ngôi sao có thể nhìn thấy bằng mắt thường từ vùng nhiệt đới phía nam, Eta Carinae.

## Miêu tả
Thành viên sáng giá nhất của nó là Eta Carinae và WR 25, với độ sáng gấp vài triệu lần so với Mặt trời và có ba ngôi sao cực đoan khác với loại sao Ỏ.  Cả Eta Carinae và WR 25 đêì là sao đôi, với các ngôi sao chính đóng góp phần lớn độ sáng, nhưng với những vật thể đồng hành có khối lượng lớn và phát sáng hơn hầu hết các ngôi sao. Tổng cộng tất cả các bước sóng, WR 25 được ước tính là phát sáng hơn cả hai, gấp 6.300.000 lần độ sáng của Mặt trời (cấp sao tuyệt đối -12.25) so với Eta Carinae ở mức 5.000.000 lần độ sáng của Mặt trời (cường độ lực kế tuyệt đối -12.0). Tuy nhiên, Eta Carinae xuất hiện từ vật thể sáng nhất, bởi vì nó sáng hơn trong các bước sóng thị giác và bởi vì nó được nhúng trong tinh vân làm phóng đại độ sáng. WR 25 rất nóng và phát ra hầu hết các bức xạ của nó với bước sóng tử ngoại.

## Carina OB1
Trumpler 16 và Trumpler 14 là cụm sao nổi bật nhất trong Carina OB1, liên sao sao khổng lồ trong nhánh xoắn ốc Carina. Một cụm khác trong Carina OB1, Collinder 228, được cho là một phần mở rộng của Trumpler 16 xuất hiện tách biệt về mặt thị giác chỉ vì một làn bụi xen kẽ. Các loại phổ của các ngôi sao chỉ ra rằng Trumpler 16 được hình thành bởi một sóng hình thành sao duy nhất. Do độ sáng cực cao của các ngôi sao hình thành, gió sao của chúng đẩy những đám mây bụi, tương tự như Tua Rua. Trong vài triệu năm, sau khi những ngôi sao sáng nhất đã bùng nổ như siêu tân tinh, cụm sẽ từ từ chết đi. Trumpler 16 bao gồm hầu hết các ngôi sao ở phần phía đông của liên sao Carina OB1.

## Tàu không gian Gaia 2
Tàu không gian Gaia 2 cung cấp thị sai cho nhiều ngôi sao được coi là thành viên của Trumpler 16. Người ta thấy rằng bốn ngôi sao hạng O nóng nhất trong khu vực có thị sai rất giống nhau với giá trị trung bình là 0383±0017. Nhiều thành viên được cho là khác thể hiện thị sai khác nhau đáng kể và có thể là các đối tượng nền trước hoặc nền. Do đó, khoảng cách của Trumpler 16 được cho là khoảng 2.600 pc, xa hơn đáng kể so với khoảng cách được biết chính xác của η Carinae.

## Hình ảnh

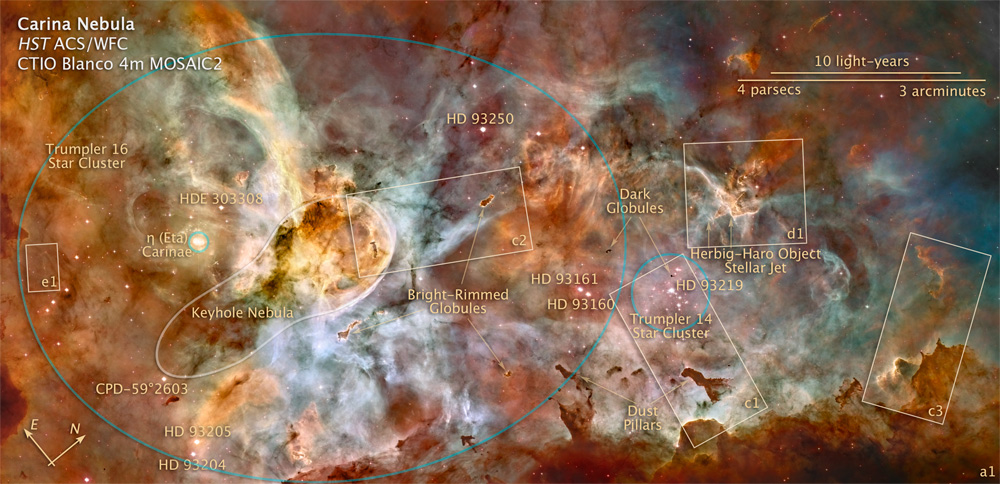
Liên sao Carina OB1, với diện tích Trumpler 16 được chỉ định
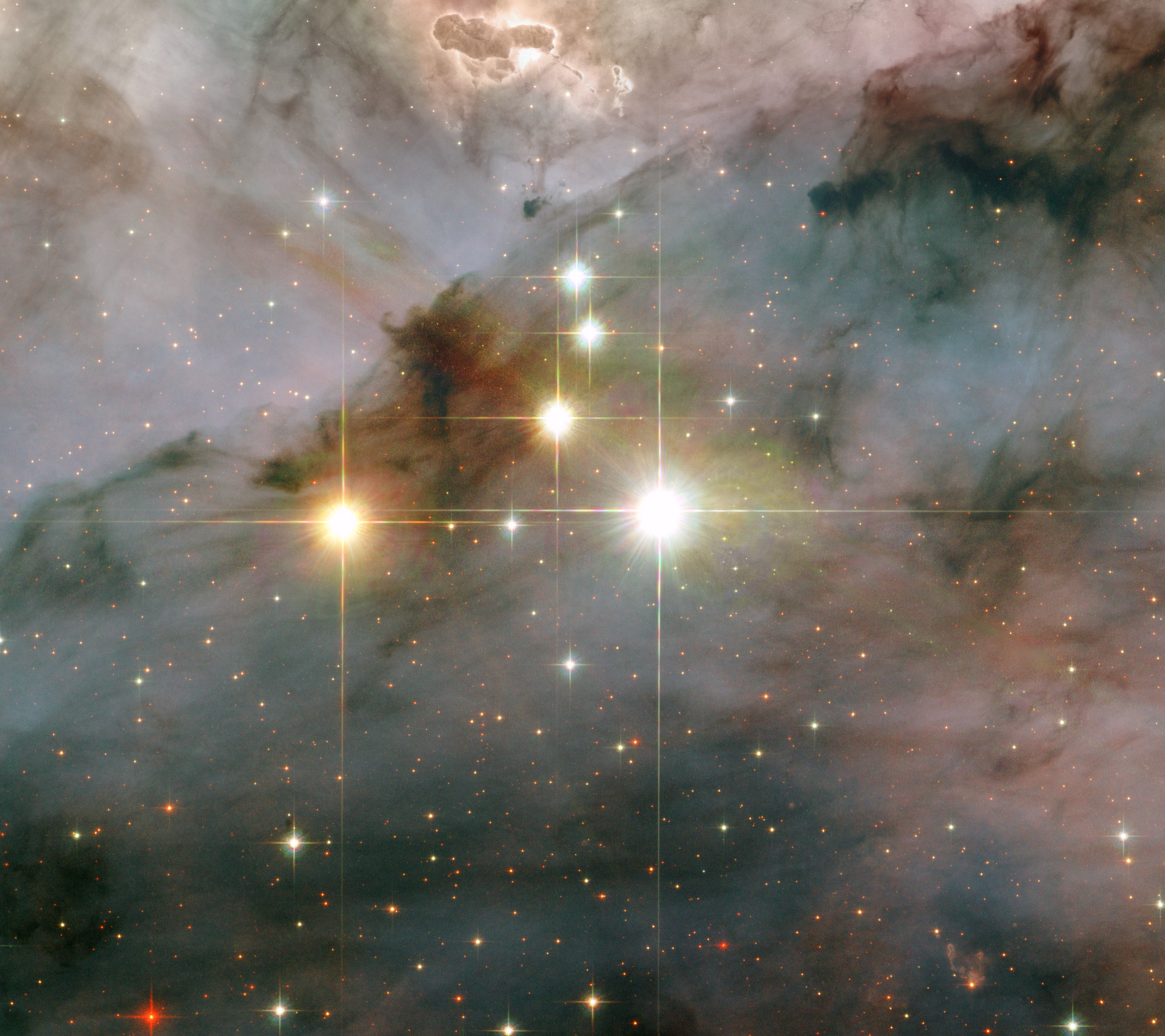
Một số ngôi sao trong Tr 16: WR 25 và Tr16-244 là sáng nhất và sáng thứ ba tương ứng trong hình ảnh này, sáng thứ hai chỉ là một vật thể phía trước.